# Pedoekoton
Poliekoton – strefa przejściowa o różnej szerokości, położona między sąsiadującymi obszarami o różnych morfologicznych cechach gleby (polipedonami); pojęcie, które jest w gleboznawstwie odpowiednikiem ekotonu – strefy przejściowej zdefiniowanej w dziedzinie ekologii i geobotaniki.